# Benzolisme
Cet article décrit les critères administratifs pour qu'une intoxication au benzène soit reconnue comme maladie professionnelle.

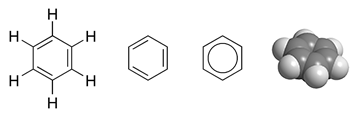
Structure de la molécule de Benzène

## En France

### Régime général
| Fiche Maladie Professionnelle | Fiche Maladie Professionnelle | Fiche Maladie Professionnelle |
| Ce tableau définit les critères à prendre en compte pour qu'une intoxication au benzène soit prise en charge au titre de la Maladie professionnelle      | Ce tableau définit les critères à prendre en compte pour qu'une intoxication au benzène soit prise en charge au titre de la Maladie professionnelle | Ce tableau définit les critères à prendre en compte pour qu'une intoxication au benzène soit prise en charge au titre de la Maladie professionnelle |
| Régime Général. Date de création : 4 janvier 1931 | Régime Général. Date de création : 4 janvier 1931                                                                                                   | Régime Général. Date de création : 4 janvier 1931 |
| Tableau no 4 RG | Tableau no 4 RG | Tableau no 4 RG |
| Hémopathie provoquées par le Benzène et tous les produits en renfermant                                                                                  | Hémopathie provoquées par le Benzène et tous les produits en renfermant                                                                             | Hémopathie provoquées par le Benzène et tous les produits en renfermant |
| --- | --- | --- |
| Désignation des Maladies | Délai de prise en charge | Liste indicative des principaux travaux susceptibles de provoquer ces maladies |
| Affections hématologiques acquises, isolées ou associées, de type hypoplasique, aplasique ou dysplasique : - anémie, - leuconeutropénie, - thrombopénie. | 3 ans (*) | Opérations de production, transport et utilisation du benzène et autres produits renfermant du benzène, notamment : - Production, extraction, rectification du benzène et des produits en renfermant ; - Emploi du benzène et des produits en renfermant pour la production de leurs dérivés, notamment en organosynthèse ; |
| Hypercytoses d'origine myélodysplasique. | 3 ans | - Préparation des carburants renfermant du benzène, transvasement, manipulation de ces carburants, travaux en citerne ; |
| Syndrome myéloprolifératif. | 15 ans | - Emplois divers du benzène comme dissolvant des résines naturelles ou synthétiques ; |
| Leucémies (sous réserve d'une durée d'exposition d'un an).                                                                                               | 15 ans | - Production et emploi de vernis, peintures, émaux, mastics, encres, colles, produits d'entretien renfermant du benzène ; - Fabrication de simili-cuir ; - Production, manipulation et emploi des dissolutions de caoutchouc naturel ou synthétique, ou des solvants d'avivage contenant du benzène ; - Autres emplois du benzène ou des produits en renfermant comme agent d'extraction, d'élution, d'imprégnation, d'agglomération ou de nettoyage et comme décapant, dissolvant ou diluant ; - Opérations de séchage de tous les produits, articles, préparations, substances où le benzène (ou les produits en renfermant) est intervenu comme agent d'extraction, d'élution, de séparation, d'imprégnation, d'agglomération, de nettoyage, de concentration, et comme décapant, dissolvant, diluant ; - Emploi du benzène comme déshydratant des alcools et autres substances liquides ou solides ; - Emploi du benzène comme dénaturant ou réactif de laboratoire. |
| Date de mise à jour : 28 juillet 1987 | | |

### Régime agricole
| Fiche Maladie Professionnelle | Fiche Maladie Professionnelle | Fiche Maladie Professionnelle |
| Ce tableau définit les critères à prendre en compte pour qu'une intoxication au benzène soit prise en charge au titre de la maladie professionnelle      | Ce tableau définit les critères à prendre en compte pour qu'une intoxication au benzène soit prise en charge au titre de la maladie professionnelle | Ce tableau définit les critères à prendre en compte pour qu'une intoxication au benzène soit prise en charge au titre de la maladie professionnelle                                 |
| Régime Agricole. Date de création : 17 juin 1955 | Régime Agricole. Date de création : 17 juin 1955 | Régime Agricole. Date de création : 17 juin 1955 |
| Tableau no 19 RA | Tableau no 19 RA | Tableau no 19 RA |
| Hémopathie provoquées par le Benzène et tous les produits en renfermant                                                                                  | Hémopathie provoquées par le Benzène et tous les produits en renfermant                                                                             | Hémopathie provoquées par le Benzène et tous les produits en renfermant |
| --- | --- | --- |
| Désignation des Maladies | Délai de prise en charge | Liste indicative des principaux travaux susceptibles de provoquer ces maladies |
| Affections hématologiques acquises, isolées ou associées, de type hypoplasique, aplasique ou dysplasique : - anémie, - leuconeutropénie, - thrombopénie. | 3 ans (*) | Emplois du benzène ou des produits en renfermant comme agent d'extraction, d'élution, d'imprégnation, d'agglomération ou de nettoyage, de décapage, de dissolution ou de dilution.  |
| Hypercytoses d'origine myélodysplasique. | 3 ans | Opérations de séchage de tous produits, articles, préparations, substances où le benzène (ou les produits en renfermant) est intervenu au cours des opérations ci-dessus énumérées. |
| Syndrome myéloprolifératif. | 15 ans | Préparation et emploi des vernis, peintures, émaux, mastics, colles, encres, produits d'entretien renfermant du benzène.                                                            |
| Leucémies (sous réserve d'une durée d'exposition d'un an).                                                                                               | 15 ans | |
| Date de mise à jour : 28 janvier 1988 | | |

### Données professionnelles

#### Utilisations
Avant les années 1920, le benzène était fréquemment utilisé comme solvant industriel, particulièrement pour dégraisser les métaux. Lorsque sa toxicité devint évidente, il fut remplacé par d'autres solvants pour les applications nécessitant une exposition directe de l'utilisateur.
Le benzène est utilisé en majeure partie comme intermédiaire dans la synthèse d'autres composés chimiques. Les dérivés du benzène produits dans les plus grandes quantités sont le styrène, utilisé pour fabriquer des polymères et des plastiques, le phénol, utilisé pour fabriquer des résines et des adhésifs, et le cyclohexane, utilisé pour fabriquer le nylon. Des quantités moins importantes de benzène sont utilisées dans la fabrication de pneus, de lubrifiants, de colorants, de détergents, de médicaments, d'explosifs ou de pesticides. Dans les années 1980, les principaux composés produits à partir de benzène étaient l'éthylbenzène (intermédiaire pour la fabrication du styrène) avec 48 % de la consommation du benzène utilisé pour la synthèse, le cumène 18 %, le cyclohexane 15 % et le nitrobenzène 7 %.
En tant qu'additif à l'essence, le benzène permet d'augmenter l'indice d'octane, agissant donc comme antidétonant. De ce fait, jusque dans les années 1950 l'essence contenait fréquemment quelques pour cent de benzène, quand il fut remplacé par le tétraéthylplomb dans les additifs antidétonants les plus utilisés. Cependant, le benzène a fait son retour dans de nombreux pays à la suite des réglementations concernant la teneur en plomb de l'essence. Aux É.-U., les préoccupations concernant ses effets nocifs sur la santé et la possibilité de contamination des nappes phréatiques ont conduit à la mise en place d'une réglementation stricte concernant la teneur en benzène des carburants avec une limite voisine de 1 %. En Europe, cette même limite de 1 % a été fixée.

#### Exposition
Les risques d'expositions sont surtout liés aux lieux et pratiques industrielles, de recherche (laboratoires) ou à l'industrie du parfum. Une exposition chronique est néanmoins possible avec l'essence ; En 2008, la Commission européenne a mis en consultation un projet de rendre obligatoires la récupération des vapeurs d’essence lors du remplissage des réservoirs des véhicules dans les stations-service. La récupération est déjà obligatoire dans l'UE lors du stockage et livraison d’essence des terminaux aux stations-service.

### Données médicales

#### Effets sur lasanté
L'intoxication par le benzène seul porte le nom de benzénisme ; celle par le benzène ou par ses dérivés (toluène, xylène...) porte le nom de benzolisme.
L'inhalation d'un taux très élevé de benzène peut causer la mort, tandis que des taux élevés peuvent occasionner des somnolences, des vertiges, une accélération du rythme cardiaque, des maux de tête, des tremblements, la confusion ou la perte de connaissance. Une exposition de cinq à dix minutes à un taux de benzène dans l'air de 2 % environ suffit pour entraîner la mort. La dose létale par ingestion est de 50 mg/kg. L'ingestion de nourriture ou de boissons contenant des taux élevés de benzène peut occasionner des vomissements, une irritation de l'estomac, des vertiges, des somnolences, des convulsions, une accélération du rythme cardiaque, voire la mort.
L'effet principal d'une exposition chronique au benzène est un endommagement de la moelle osseuse, qui peut occasionner une décroissance du taux de globules rouges dans le sang et une anémie. Il peut également occasionner des saignements et un affaiblissement du système immunitaire. L'effet du benzène sur la fertilité de l'homme ou le bon développement du fœtus n'est pas connu. Enfin, le benzène est reconnu comme étant une substance cancérigène.
La valeur moyenne d'exposition professionnelle (VME) dans l'Union européenne est fixée par la réglementation à 1 ppm soit 3,5 mg.m-3 sur 8 heures. La teneur en benzène des eaux destinées à la consommation humaine ne doit pas dépasser 1 µg/l (à l'exception des eaux minérales).
Une des expositions, du grand public mais aussi des professionnels, au benzène est au niveau des stations service, puisqu'il y a toujours un peu de benzène dans le carburant : au moment du remplissage du réservoir, le pistolet peut laisser échapper une petite partie de benzène (volatil), qui est alors inhalée par le client (ou le professionnel). Les pistolets peuvent être munis d'une protection. Celle-ci est obligatoire dans certains États comme la Californie.

#### Propriétés cancérigènes du benzène
Elles proviennent de ce qu'il se comporte comme un agent intercalant (c’est-à-dire qu'il se glisse entre les bases nucléotidiques des acides nucléiques, dont l'ADN, provoquant des erreurs de lecture et/ou de réplication) (On connaît d'autres agents intercalants (comme le bromure d'éthidium, ou BET, utilisé en biologie expérimentale pour marquer l'ADN notamment au cours des électrophorèses). Tous les composés plans ne sont toutefois pas cancérigènes. L'acide benzoïque, par exemple, très proche du benzène, et dont la base conjuguée est absolument plane, n'est pas cancérigène (il est utilisé comme conservateur dans divers types de soda). De même la phénylalanine, un acide aminé qui comporte un groupement phényle (un cycle benzénique), n'est pas cancérigène).

### ÉtiquetagePhrases de risqueetconseil de prudence
Le benzène est un composé chimique dangereux, qui doit être manipulé et utilisé avec beaucoup de précautions. Il doit être stocké entre 15 et 25 °C.

#### D'après la fiche de l'INRS(France)

T-Toxique

F-Facilement inflammable

| Exposé des risques et mesures de sécurité | Exposé des risques et mesures de sécurité                                                                                               |
| ----------------------------------------- | --- |
| R: 11                                     | Facilement inflammable. |
| R: 48/23/24/25                            | Toxique : risque d'effets graves pour la santé en cas d'exposition prolongée par inhalation, par contact avec la peau et par ingestion. |
| R: 45                                     | Peut causer le cancer. |
| S: 45                                     | En cas d'accident ou de malaise consulter immédiatement un médecin (si possible lui montrer l'étiquette).                               |
| S: 53                                     | Éviter l’exposition et se procurer des instructions spéciales avant l’utilisation.                                                      |
| 200-753-7                                 | Étiquetage CE. |

#### D'après la fiche internationale de sécurité

T-Toxique

F-Facilement inflammable

| Exposé des risques et mesures de sécurité | Exposé des risques et mesures de sécurité                                                                                               |
| ----------------------------------------- | --- |
| R: 45                                     | Peut causer le cancer. |
| R: 46                                     | Peut provoquer des altérations génétiques héréditaires.                                                                                 |
| R: 11                                     | Facilement inflammable. |
| 36/38                                     | Irritant pour les yeux et la peau. |
| R: 48/23/24/25                            | Toxique : risque d'effets graves pour la santé en cas d'exposition prolongée par inhalation, par contact avec la peau et par ingestion. |
| R: 65                                     | Nocif : peut provoquer une atteinte des poumons en cas d’ingestion.                                                                     |
| S: 53                                     | Éviter l’exposition et se procurer des instructions spéciales avant l’utilisation.                                                      |
| S: 45                                     | En cas d’accident ou de malaise consulter immédiatement un médecin et lui montrer l’emballage ou l’étiquette.                           |

## Sources spécifiques
- (fr) Tableau no 4 des maladies professionnelles du régime Général
- (fr) Tableau no 19 des maladies professionnelles du régime Agricole
- (fr) Fiche internationale de sécurité ;
- (fr) Fiche toxicologique de l'INRS ;
- (fr) Ineris : Fiche de données toxicologiques et environnementales ;
- Données sur le benzène et ses dérivés sur le site de la Société française de chimie.

## Sources générales
- (fr) Tableaux du régime Général sur le site de l’AIMT
- (fr) Tous les tableaux du régime Général
- (fr) Tous les tableaux du régime Agricole
- (fr) Guide des maladies professionnelles de l’INRS (tableaux et commentaires)

## Autres liens
- (fr) Maladies à caractère professionnel

## Internationalisation
- (fr) Liste Européenne des maladies professionnelles
- (fr) Liste des maladies professionnelles au Sénégal
- (fr) Liste des maladies professionnelles en Tunisie